# 孙鑫 (凝聚态物理学家)
孙鑫（1938年7月15日—2025年5月27日），江苏扬州人，中国凝聚态物理学家，复旦大学教授。

## 生平
1938年生于江苏扬州，1960年毕业于复旦大学物理系。2013年当选为中国科学院院士。